# The Return of the Musketeers
The Return of the Musketeers (El regreso de los mosqueteros (España e Hispanoamérica) y El regreso de los tres mosqueteros (Venezuela)) es una película dirigida por Richard Lester y protagonizada por Michael York, Oliver Reed y Frank Finlay.

## Argumento
Estamos en el año 1649 en Francia. Han pasado casi dos décadas desde que un joven D'Artagnan se sumase a los tres mosqueteros del rey. En el presente los tiempos en el país son inestables tras el asesinato de Milady de Winter.
El cardenal Mazarino necesita los servicios de un D'Artagnan en horas bajas para dar con el paradero de los otros tres mosqueteros. Oliver Cromwell ha derrocado al rey inglés Carlos I y Mazarino teme una revuelta, particularmente por parte del duque de Beaufort. Porthos, aburrido de los ricos e interesado en conseguir un título, enseguida se suma a la causa. Sin embargo Athos y Aramis declinan la oferta. Athos, por ejemplo, declina, porque tiene ahora que hacerse cargo de su propio hijo Raoul. Por su parte, la hija de Milady de Winter, Justine, está investigando la autoría real del asesinato de su madre.

## Reparto
| Actor               | Personaje            |
| ------------------- | -------------------- |
| Michael York        | D'Artagnan           |
| Oliver Reed         | Athos                |
| Frank Finlay        | Porthos              |
| C. Thomas Howell    | Raoul                |
| Kim Cattrall        | Justine de Winter    |
| Geraldine Chaplin   | Reina Ana de Austria |
| Roy Kinnear         | Planchet             |
| Christopher Lee     | Rochefort            |
| Philippe Noiret     | Cardenal Mazarino    |
| Richard Chamberlain | Aramis               |
| Eusebio Lázaro      | Duque de Beaufort    |
| Alan Howard         | Oliver Cromwell      |
| David Birkin        | Luis XIV             |
| Bill Paterson       | Carlos I             |

## Producción
La película fue rodada entre agosto y octubre de 1988. Fue filmada en España. Fue filmada allí en la provincia de Madrid, para ser más precisos en San Lorenzo de El Escorial, Boadilla del Monte, Rascafría, El Berrueco y Talamanca de Jarama, en la provincia de Segovia, en Pedraza y La Granja de San Ildefonso, y en Toledo.
Como el presupuesto de la cinta era ajustado, no se utilizaron debidamente especialistas y dobles de acción durante el rodaje. Por ello hubo un accidente mortal mientras se rodaba. El 19 de septiembre de 1988, el actor Roy Kinnear, mientras se grababa en Toledo, cayó de su caballo y se rompió la pelvis. Todo ocurrió, porque los productores se negaron a su pedido de tener un doble para las escenas peligrosas de la producción cinematográfica. Murió al día siguiente en el hospital a causa de un ataque al corazón. A causa de lo ocurrido la película casi no se hizo a causa de la furia de varios actores respecto a lo ocurrido. Aun así se finalizó para honrar su trabajo en ella.

## Recepción
El accidente mortal de Roy Kinnear causó a que el director Richard Lester quedase tan afectado que se retiró del cine tras terminar la película.
Hoy en día el filme ha sido valorado en los portales de información cinematográfica y entre la crítica profesional. En IMDb, por ejemplo, con aproximadamente 3800 votos registrados, el filme obtiene una media ponderada de 5,9 sobre 10. En otro portal, Rotten Tomatoes, la película fue valorada por más de 500 usuarios, los cuales le dieron una valoración media de 2,9 de 5, mientras que los 5 críticos profesionales que valoraron la película en ese portal le dieron una valoración media de 5,6 de 10. También cabe destacar que el 63% de los usuarios de La Vanguardia la valoraron positivamente.